# Martina Grunert
Martina Grunert   (Leipzig, 17 de maig de 1949), de casada Koch i Abresch, és una nedadora alemanya, ja retirada, especialista en estil lliure, que va competir durant la dècada de 1960 sota bandera de la República Democràtica Alemanya.
El 1964 va prendre part en els Jocs Olímpics d'Estiu de Tòquio, on va disputar quatre proves del programa de natació. Destaca la sisena posició en els 4x100 metres lliures. Quatre anys més tard, als Jocs de Ciutat de Mèxic, va disputar tres proves del programa de natació. Formant equip amb Gabriele Wetzko, Roswitha Krause i Uta Schmuck guanyà la medalla de plata en els 4x100 metres lliures, mentre en els 100 metres lliures i els 4x100 metres estils fou cinquena.
També guanyà dues medalles d'or al Campionat d'Europa de natació, una el 1966 i una altra el 1970. A nivell nacional guanyà dotze campionats de la RDA entre 1964 i 1970: tres en els 4x100 metres lliures (1965, 1968, 1969), dos en els 100 metres lliures (1965, 1968), 200 metres lliures (1964, 1965), 400 metres lliures (1964, 1965) i 200 metres estils (1969, 1970) i un en els 4x100 metres estils (1968).